# 曹敬廷
曹敬廷（？年—？年），安徽池州府貴池縣人，由吏員考授從九品加捐分發，乾隆五十年署四川順慶府岳池縣典史，順天府宛平縣籍。是一位政治人物，明清時曾在四川順慶府岳池縣（位於今四川東北部，武周萬歲通天二年分南充、相如二縣置，是一個千年古縣）擔任官吏。